# Matyáš Blažek
Matyáš Blažek, dobově psán Matiáš Blažek, narozen jako Matěj Blažek (17. února 1844 Hrdějovice – 11. září 1896 Brno), byl český jazykovědec, pedagog a spisovatel v oboru české mluvnice, stylistiky a dějin české literatury.

## Život
Matyáš Blažek se narodil v Hrdějovicích č. 5 jako Matěj Blažek. Jeho otec Jakub byl místní sedlák, matka Marie, rozená Šiklová, pocházela z Chlumce č. 15, severně od Hluboké nad Vltavou. Vystudoval gymnázium v Jindřichově Hradci, ve studiu pokračoval na Filosofické fakultě v pražském Klementinu, po absolvování univerzity v roce 1867 působil jako vychovatel, od roku 1869 jako suplující profesor na biskupském gymnáziu v Českých Budějovicích, kde vyučoval češtinu, němčinu a zeměpis. Jeho žák František Hladký, pozdější ředitel reálného gymnázia v Jičíně, na něj vzpomínal: „Vyučování jeho se mi dosti líbilo, ale neměl jsem ho tuze rád pro jeho despotické a drsné chování. Pocházel z okolí Budějovic a bylo v něm kus venkovského furianta i lišáka zároveň.“
Dne 24. ledna 1871 se Matyáš Blažek v Českých Budějovicích oženil s Františkou Černayovou, rodačkou z Mladé Vožice. V katedrále svatého Mikuláše je oddal Blažkův kolega z gymnázia, katecheta Matěj Procházka. Z Českých Budějovic odešel Matyáš Blažek v roce 1872 vyučovat na gymnázium do Rokycan, v roce 1875 se stal profesorem c. k. ústavu učitelského v Brně.
Zemřel v Pekařské ulici č. 37 v Brně na rakovinu jícnu. Pohřben byl na Vyšehradském hřbitově.
Jeho synem byl hudební historik Vlastimil Blažek (1878–1950).

## Dílo
Byl autorem několika učebnic češtiny. Spolu s Františkem Bartošem vytvořil Mluvnici jazyka českého pro školy střední a ústavy učitelské, ve své době vlivné učebnice, která se dočkala řady vydání.